# 강아지 죽는다
"강아지 죽는다"는 2003년에 개봉한 대한민국의 영화이다.

## 캐스팅
- 이종수 : 장완수 역
- 허영란 : 최지은 역
- 이효정 : 최무철 역
- 고세원 : 병태 역
- 윤원석 : 동만 역
- 기주봉 : 트럭운전사 역
- 강기성 : 슈퍼 가게 주인 역
- 김하균 : 고씨 역
- 박정우 : 대박사장 역
- 염지윤 : 상희 역
- 유현철 : 대박직원 역
- 김기현 : 서울회장 역
- 박선웅 : 장정구 역
- 허동환
- 엄기영 : 뉴스 앵커 역
- 손여은 (특별출연)
- 하리수 (특별출연)